# Glaucidium tucumanum
Glaucidium tucumanum é uma espécie de ave da família Strigidae. É encontrada na região do Gran Chaco na Bolívia, Paraguai e Argentina, ao sul até a província de Tucumán e norte de Córdoba.